# 長倉シュタッフ牧子
長倉シュタッフ 牧子（ながくら シュタッフ まきこ、Makiko Nagakura-Stapf）は、日本の芸能プロダクション経営者。番組企画制作会社 株式会社FM BIRDの代表取締役社長。 スピーチコーチ、コミュニケーションスキルトレーナー。バイリンガルDJ・マルチリンガル司会者・ナレーター育成を30年以上実施している。90年代初頭、日本初・FMラジオのバイリンガルDJ専門事務所として、ラジオDJセミナーを開講。現在は「メディアパーソナリティ養成講座」「English DJ & Narrator Seminar」として発展、継続開講している。専属講師に金子奈緒、カマサミ・コング（Kamasami Kong）、川崎りえ、入江たのし、綿谷エリナ、秀島史香。所属DJ/文化人に、秀島史香、金子奈緒、綿谷エリナ、レイチェル・チャン、いちのへ友里、渡邉康太郎 らがいる。また過去育成輩出したDJに トムセン陽子、サッシャ、齋藤美絵、菊池浬、高木マーガレットなどがいる。現在、企業エグゼクティブビジネスマン向け研修、一般研修としてスピーチトレーニング、講演会、レクチャー、地方自治体・地方行政団体・外郭団体向けや、若年層・中学・高校生向け独自のカリキュラムでワークショップなどを実施。　また社会人向けビジネスコンテスト、ならびに若年層向けビジネスコンテストでは、カリスマ経営者・プロプレゼンテーション講師として掲載され、カリキュラム策定から個別トレーニングまでを実施（参照：公益財団法人みんなの夢をかなえる会 主催）。

## プロフィール
東京都杉並区出身。株式会社FM BIRD代表取締役社長。FM BIRDアカデミー校長。公益財団法人みんなの夢をかなえる会 評議員。公益社団法人シャンティ国際ボランティア 元理事。NPO法人iGreen元代表理事。
幼少よりクラシック音楽教育家（ピアノ・声楽・音楽理論）に師事し、専門的音楽教育を享受する。大妻女子大学短期大学部卒。最終学歴は英国国立ウェールズ大学大学院]環境学修士課程卒 理学修士（UK MSc=Master of Science)。
広告モデル(資生堂、日本トランスオーシャン)、TVタレント（ TBS クイズハイ＆ロー、フジテレビジョン　なるほど！ザ・ワールド）、ラジオDJ（ジャパンエフエムネットワーク、FM富士、ニッポン放送、FM横浜）で活動後、放送制作業（選曲家・放送作家）へ転身。1994年にバイリンガルFMラジオDJ専門エージェント、 株式会社FM BIRD（当時有限会社エフエム・バード）を設立した。

## 制作番組
★TOKYO FM[TOKYO ITE](柴田あずさ、こはたあつこ）[MAGICAL MUSIC](国分友里恵(カシオペア)) [VACANCE IN ISLAND](彩恵津子・早見優）
★FM横浜[丸井24CLUB](キャプテン・ジョージ）[スカスカ・パラパラアワーゴールド](東京スカパラダイスオーケストラ）［湘南Coast×Coast 134］(相川ひとみ）[MUSIC LAGOON]（キャロル・久末）[シエスタ！ビン！バン！ブン！]（ステファニー）[Saturday ビーチ天国]（栗原治久）[SUNRISE AHEAD!]（鈴木曜） [Sailing towards Sunrise]（金子奈緒）[中山加奈子のダイヤモンドロック]（プリンセス・プリンセス中山加奈子）［MUSIC ON]（Chan 石井まさゆき) [RISE]（DJ TARO) ［THE BURN］(井出大介）[KIRIN WEEKEND PARK CITY][HOUSE SWEET HEART SELECTION](椎名恵）
★ J-WAVE[TAKRAM RADIO](渡邉康太郎）[ONE FOR ALL](坂本美雨）[SUNDAY GOES AROUND][WAKE UP TOKYO](Sascha)
★TBSテレビ[海を渡ったメロディー]（日韓ワールドカップと主題歌をめぐるドキュメンタリー番組）（Chemistry, SOWELU） 
★FM802（大阪）、NACK5（埼玉）、FM FUJI（山梨）、ZIP-FM（名古屋）で、演出・選曲・構成・脚本などを手掛ける。

## 著書
- 『好きを仕事にする！—自分らしく輝く条件』 『好きを仕事にする！—自分らしく輝く条件』ISBN 4777160203[2]（ゴマブックス出版）

## 受賞歴
- 2015年日本民間放送連盟賞ラジオ教養番組部門優秀賞
- 第52回ギャラクシー賞ラジオ部門選奨受賞

## エピソード・取材・講演歴
- 電通報　2006年（平成18年）6月26日　文化欄*掲載「声の力を届けるラジオ　副題：想像を掻き立て心に育む言葉」
- 月刊「海外子女教育」2010年（平成22年）8月号　今月の顔*掲載「電波に想いを乗せて」
- J-WAVE [Holiday Special]（クリス・ペプラー氏司会）のJ-WAVE9時間生放送公開ナビゲーターオーディション放送審査員出演
- 長野県佐久市 酒蔵ホテルKURABIT HOTEL にてインバウンドコミュニケーションセミナー開催（2021-2022)
- 富士通株式会社スピーチトレーニング実施（2022)
- 日立製作所WEBコンテンツ演出・制作(2023)
- 株式会社TOKIUM スピーチトレーニング実施(2024)